# Sphagemacrurus pumiliceps
Sphagemacrurus pumiliceps är en fiskart som först beskrevs av Alcock, 1894.  Sphagemacrurus pumiliceps ingår i släktet Sphagemacrurus och familjen skolästfiskar. Inga underarter finns listade i Catalogue of Life.